# غريس لين
غريس لين (بالإنجليزية: Grace Lin)‏‏ (17 مايو 1974 في نيو هارتفورد - ) كاتِبة، وروائية، وكاتبة للأطفال من الولايات المتحدة.